# Max Dehn
Max Wilhelm Dehn (sinh ngày 13 tháng 11 năm 1878 – mất ngày 27 tháng 6 năm 1952) là nhà toán tọc Đức nổi tiếng bởi các công trình trong hình học. tô pô và lý thuyết nhóm hình học. Sinh bởi gia đình Do Thái tại Đức, tuổi thơ và sự nghiệp ban đầu của Dehn cũng xuất phát từ Đức.  Tuy nhiên ông buộc phải nghỉ hưu sớm vào 1935 rồi di dư khỏi Đức vào 1939 chuyển đến Mỹ.
Dehn là học sinh của David Hilbert, và dưới hướng dẫn của Hilbert, trong 1900 Dehn giải được bài toán thứ ba của Hilbert, khiến ông là người đầu tiên giải được 1 trong 23 bài toán của Hilbert. Các học sinh của Dehn bao gồm các nhà toán học Ott-Heinrich Keller, Ruth Moufang, Wilhelm Magnus, và các họa sĩ Dorothea Rockburne và Ruth Asawa.

## Tiểu sử
Dehn được sinh bởi gia đình gốc Do thái
 tại Hamburg, Đế chế Đức.
Ông nghiên cứu nền tảng hình học cùng với Hilbert tại Göttingen trong 1899, và tìm ra được bài chứng minh định lý đường cong Jordan cho các đa giác. Trong 1900, ông viết bài luận trên vai trò của định lý tổng các góc của Legendre trong hình học tiên đề. 
Từ 1900 đến 1911 ông nghiên cứu tại đại học Münster. Trong thời gian của ông tại đó, vào 1900, ông giải được bài toán thứ ba của Hilbert, bằng cách giới thiệu khái niệm nay được gọi là bất biến Dehn. Đây là lời giải đầu tiên cho 1 trong 23 bài toán của Hilbert.
Sau đó Dehn chuyển sang nghiên cứu tô pô và lý thuyết nhóm tổ hợp. Trong 1907, ông cùng Poul Heegaard viết quyển sách đầu tiên trên nền tảng của tô pô tổ hợp, được biết đền là analysis situs. Đồng thời cũng vào năm 1907, ông mô tả cách xây mặt cầu đồng điều mới. Trong 1908, ông tin rằng ông đã tìm được bài chứng minh cho giả thuyết cho giả thuyết Poincare, nhưng Tietze đã tìm thấy lỗi trong bài chứng minh.
Trong 1910 Dehn xuất bản bài luận về các tô pô 3 chiều và giới thiệu khái niệm phẫu thuật Dehn và dùng nó để xây dựng các mặt cầu đồng điều. Ông đồng thời cũng phát biểu bổ đề Dehn, nhưng một lỗi sai trong bài chứng minh của ông được tìm thấy bởi Hellmuth Kneser trong 1929. Kết quả được chứng minh lại trong 1957 bởi Christos Papakyriakopoulos. Bài toán từ cho nhóm, cũng được gọi là bài toán Dehn, được đưa ra bởi ông trong 1911.
Dehn cưới Antonie Landau trong ngày 23 tháng 8 năm 1912. Cũng cùng năm đó 1912, Dehn phát minh ra thuật toán Dehn và dùng nó để làm việc trên bài toán từ cho nhóm và bài toán liên hợp cho nhóm. Thuật ngữ hàm Dehn trong lý thuyết nhóm hình học, dùng để ước lượng diện tích của một quan hệ trong nhóm biểu hiện hữu hạn bằng độ dài của quan hệ đó, được đặt tên theo ông. Trong 1914 ông chứng minh rằng các nút thắt ba thùy trái và phải không tương đương với nhau. Trong đầu những năm 1920 Dehn giới thiệu kết quả nay được biết tới là định lý Dehn-Nielsen; bài chứng minh của nó được xuất bản bởi Jakob Nielsen trong 1927.
Trong 1922 Dehn thay Ludwig Bieberbach giảng dạy tại Frankfurt, nơi ông yên ở cho tới khi ông phải nghỉ hưu trong 1935. Trong khoảng thời gian này ông có dạy một buổi hội thảo về lịch sửc các công trình toán học.  Buổi hội thảo đã thu hút các nhà toán học lớn như Carl Ludwig Siegel và André Weil, trong đó Weil coi buổi hội thảo của Dehn là một trong những cống hiến quan cho toán học. Là ví dụ cho ảnh hưởng của nó, từ hội thảo này mà Siegel mới phát minh ra được công thức Riemann–Siegel.
Dehn ở lại Đức cho tới tháng 1 năm 1939, sau đó ông chạy tới Copenhagen, rồi tới Trondheim, Na Uy, nơi ông làm việc trong học viện công nghệ Na Uy. Vào tháng 10 năm 1940 ông bỏ Na Uy chạy sang Mỹ theo đường của Siberia và Nhật Bản.
Tại Mỹ, Dehn làm việc tại đại học Nam Idaho (nay là đại học bang Idaho). Trong 1942 ông chuyển sang học viện công nghệ Illinois, rồi đến 1943 ông chuyển tiếp đến đại học St. John tại Annapolis, Maryland. Cuối cùng trong 1945, ông chuyển đến và dạy tại, trường mỹ thuật thử nghiệm, đại học Núi Đen, nơi ông là nhà toán học duy nhất.
Ông mất tại Núi Đen, North Carolina vào 1952.